# Coba Veltman
Jacoba Cornelia (Coba) Veltman (Amsterdam, 1901 - aldaar, 1976) was een Nederlandse antifascist en verzetsstrijdster in de Tweede Wereldoorlog. In februari 1941 was Veltman als CPN-lid een van de typers van het pamflet STAAKT, STAAKT, STAAKT!, dat de aanzet gaf voor de Februaristaking.
Zij was werkzaam op het partijbureau van de CPN, werkte van 1958-1961 bij de IDVF (Internationale Democratische Vrouwen Federatie) in Berlijn en was enkele jaren penningmeester van de Nederlandse Vrouwenbeweging (NVB). Ook gaf Veltman leiding aan het CVR (Comité Vrouwen van Ravensbrück).

## Jonge jaren
De vader van Coba Veltman was een bootwerker die vaak de leiding had bij stakingen. Veltman was al jong even strijdbaar als haar vader en betrokken bij allerlei acties en protesten. 

## Rol in de Februaristaking

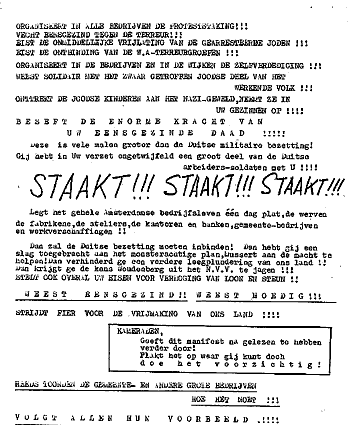
'STAAKT!'-pamflet.

Na de razzia's in Amsterdam op 22 en 23 februari 1941 werd tijdens een protestbijeenkomst op de Noordermarkt besloten om te staken. Coba Veltman - typte samen met anderen - de oproep om te staken met de titel STAAKT, STAAKT, STAAKT!. Als protest tegen de Jodenvervolging, als verzet tegen Hitler en Mussert werd opgeroepen om op woensdag 25 februari 1941 geen gebruik te maken van het openbaar vervoer en niet naar uitgaansgelegenheden te gaan.
Op 26 februari, de tweede en laatste stakingsdag, werd Coba Veltman tijdens de verspreiding van een tweede oproep opgepakt en vastgezet op bureau Westerstraat. De volgende dag werd Veltman naar het Huis van Bewaring aan de Weteringschans overgebracht. De Gestapo veroordeelde haar tot een half jaar gevangenisstraf. Veltman zat haar straf uit in de gevangenis aan de Amstelveenseweg en in het Oranjehotel in Scheveningen. 

## Ravensbrück
Vijftien maanden na haar gevangenisstraf, werd ze opnieuw opgepakt en op transport gesteld. Via de gevangenissen van Kleef, Hannover en in Berlijn aan de Alexanderplatz, kwam Coba Veltman in juni 1942 aan in concentratiekamp Ravensbrück. Daar werd Veltman tewerkgesteld op het landgoed in Comthurey, een extern kamp. Later werd dat het Siemens-bedrijf in de buurt van het kamp. Begin april 1945 arriveerden het Zweedse en Deense Rode Kruis in Ravensbrück. Het merendeel van de gevangenen kon worden overgebracht naar Zwitserland, Denemarken en Zweden, onder wie 200 Nederlandse vrouwen. Coba Veltman werd samen met een tiental andere vrouwen uit kamp Ravensbrück overgebracht naar het herstellingskamp Scatos in Göteborg, Zweden.
In 1949 kwamen de ex-Ravensbrückers bij elkaar. Er ontstond rondom Brecht van den Muijzenberg-Willemse een groep die zich Comité van Vrouwen uit Concentratiekampen en Gevangenissen noemde. In 1955 kwam het tot een breuk binnen het comité. Er ontstonden twee nieuwe groepen. De ene groep onder leiding van Coba Veltman noemde zich Comité Vrouwen van Ravensbrück (CVR). De andere groep rondom Van den Muijzenberg werd het Nederlands Ravensbrück Comité genoemd en was aangesloten bij het Internationaal Ravensbrück Comité (NRC/IRC).

## Nederlandse Vrouwenbeweging
Toen Coba Veltman na de oorlog uit Zweden naar Nederland terugkwam, was er voor haar en alle andere vrouwen uit kamp Ravensbrück een koele ontvangst van zowel Nederland als de CPN. Ze voelden zich ongewenst. Ze hadden gehoopt dat de (overlevings)strijd in het kamp ook voor Nederland was gevoerd. Als reactie daarop richtten enige teruggekeerde ex-Ravensbrückgevangenen in 1946 de Nederlandse Vrouwenbeweging (NVB) op. Coba Veltman bleef strijdbaar en werd lid van deze NVB. De NVB werd gezien als een mantelorganisatie van de CPN en door de Koude Oorlog-sfeer werd de partij gewantrouwd door de Nederlandse overheid. Binnenlandse Zaken luisterde de telefoongesprekken van de NVB-leden af. Coba Veltman kwam hier achter toen zij tijdens een telefoongesprek over het organiseren van een evenement van een onbekende mannenstem advies kreeg, over hoe zij dit moesten aanpakken. Veltman was enkele jaren penningmeester van de NVB.

## Wetenswaardig
- Pas na het overlijden van Coba Veltman bleek dat Veltman op haar schrijfmachine het pamflet STAAKT, STAAKT, STAAKT! had getypt. Haar schrijfmachine is opgenomen in de collectie van Verzetsmuseum Amsterdam. Dit pamflet is niet (alleen) door Coba Veltman getypt maar door Roos Kwieser-Sybrands het is ook haar handschrift Staakt Staakt Staakt dat op het plamfet staat.[5]
- De verzetsstrijdster Gusta Olivier-Vonk schreef over Coba Veltman in 2006 een boek getiteld Haar leven was strijd. Met de door Coba Veltman nagelaten papieren als bron heeft Olivier-Vonk voornamelijk Veltmans leven tijdens de oorlogsjaren beschreven.

- Virtual International Authority File: 264150468411504172556